# Brookings Institution

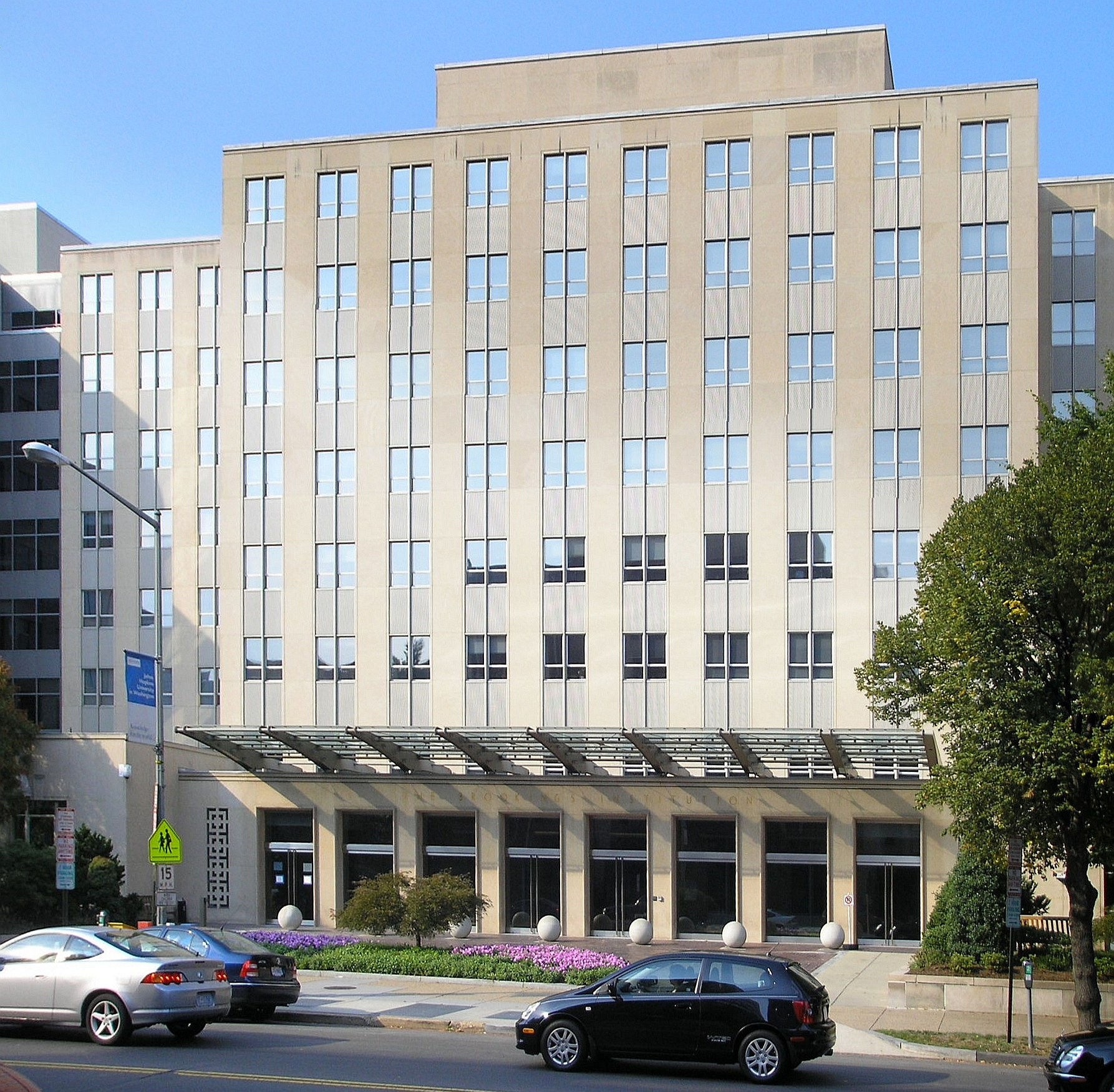
Siedziba główna Instytutu Brookingsa w Waszyngtonie

Brookings Institution,  Instytut Brookingsa – think tank amerykański z siedzibą w Waszyngtonie. Zajmuje się działalnością badawczą i edukacyjną w dziedzinie nauk społecznych, przede wszystkim w obszarze ekonomii, polityki miejskiej, administracji, polityki zagranicznej, oraz ekonomii globalnej i ekonomii rozwoju. Jego statutową misją jest, aby „zapewniać innowacyjne i praktyczne rekomendacje, które służą trzem szerokim celom: umacnianiu amerykańskiej demokracji; promowaniu gospodarczego i społecznego dobrobytu, bezpieczeństwa i szans życiowych wszystkich Amerykanów; i staraniu o bardziej otwarty, bezpieczny, dostatni i partnerski układ międzynarodowy”.
Brookings prowadzi pięć programów badawczych w siedzibie w Waszyngtonie (Badania Ekonomiczne, Polityka Zagraniczna, Badania Administracyjne, Światowa Gospodarka i Rozwój i Polityka Miejska), oraz trzy centra międzynarodowe, z siedzibą w Doha w Katarze (Centrum Brookings-Doha), w Pekinie w Chinach (Centrum Polityki Publicznej Brookings-Tsinghua) i w Nowym Delhi w Indiach (Brookings India).
Brookings został wielokrotnie uznany za jeden z czołowych amerykańskich i światowych think tanków, np. ranking Uniwersytetu Pensylwanii 2015 Global Go To Think Tanks Report wyróżnił go jako „think tank roku”.
Brookings deklaruje, że jego kadra „reprezentuje różnorodne światopoglądy” i opisuje się jako bezpartyjny, natomiast media opisują go czasem jako centrowy lub liberalny. W badaniu transkryptów sesji Kongresu USA z okresu od 1993 do 2002 roku stwierdzono, że na Instytut powoływali się niemal równie często politycy konserwatywni, jak i liberalni, umiejscawiając go na tej osi politycznej przy skali 1–100% w 53%. Badanie to wskazało też, że Brookings było najczęściej przywoływanym przez media i polityków amerykańskich think tankiem.

## Stanowiska polityczne

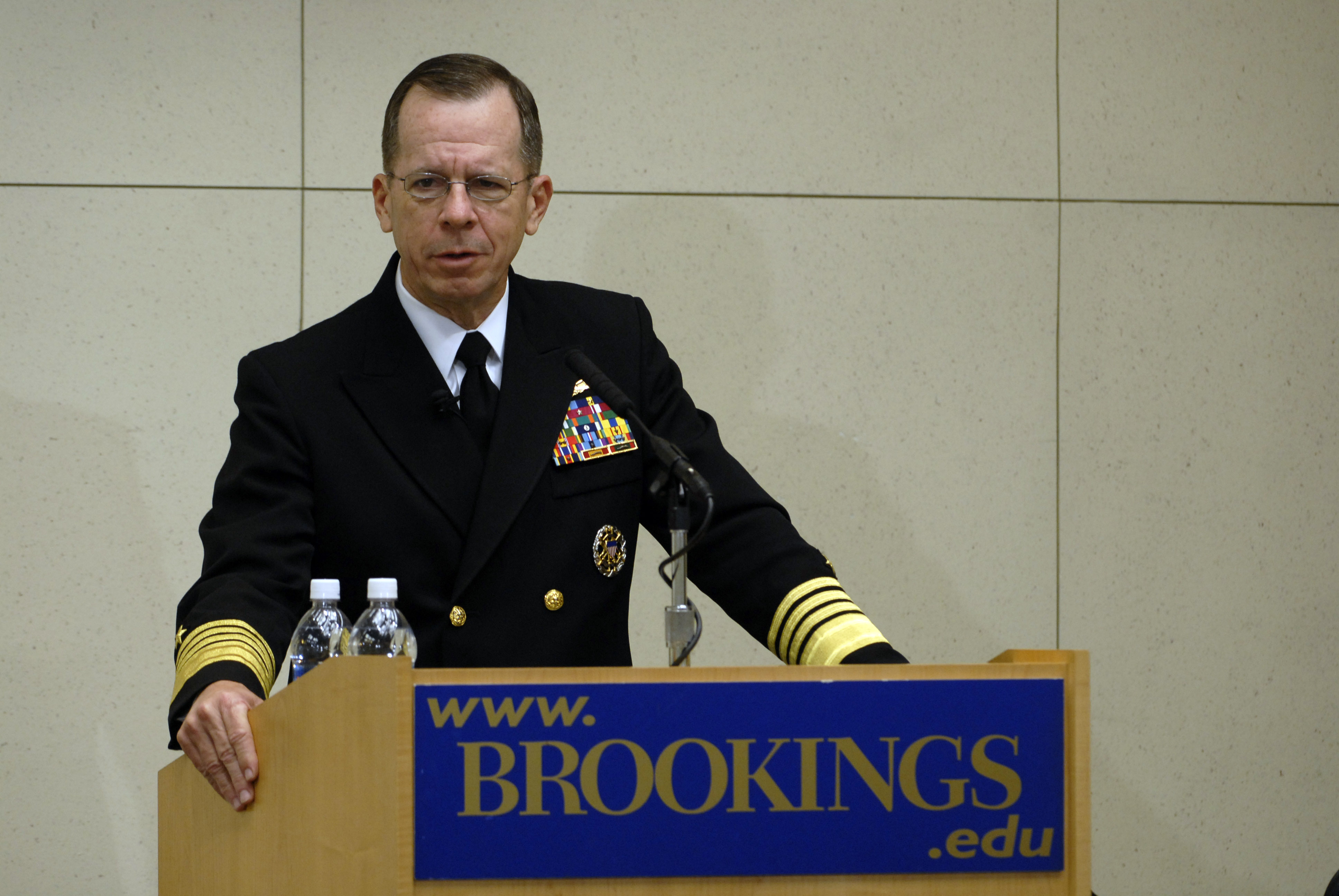
Adm. Michael Mullen na wykładzie w Brookings Institution

Zgodnie z amerykańskimi zasadami funkcjonowania organizacji non-profit typu 501(c)(3), Brookings określa się jako organizacja niezależna politycznie. Badanie naukowców z UCLA z 2005 r. określiło jego tendencje polityczne jako centrowe, ponieważ równie często odwoływali się do niego liberalni i konserwatywni politycy. W tekstach „The New York Times” nazywano tę organizację zarówno liberalną, centrowo-liberalną, centrową, jak i konserwatywną. „The Washington Post” opisywał Brookings jako centrowy i liberalny. W 1977 roku tygodnik „Time” nazwał go „głównym liberalnym think tankiem w kraju. „Newsweek” opisał Brookings jako „centrowy”, a „Politico” jako „centro-lewicowy”. Lewicowa organizacja strażnicza Fairness and Accuracy in Reporting określiła go jako konserwatywny.
Niektórzy komentatorzy lewicowi dowodzą, że wbrew swojej centrolewicowej reputacji, eksperci polityki zagranicznej z Brookings byli między innymi przychylni polityce międzynarodowej administracji G.W. Busha. Matthew Yglesias z „Vox” wskazał, że tacy przedstawiciele Instytutu jak Michael E. O’Hanlon często zgadzają się z ekspertami konserwatywnych organizacji, takich jak American Enterprise Institute, lub Project for a New American Century. Pracownik i dyrektor naukowy Brookings, Benjamin Wittes jest członkiem konserwatywnego Instytutu Hoovera, gdzie zasiada w Grupie Zadaniowej do Spraw Bezpieczeństwa Wewnętrznego i Prawa. Członkowie Brookings służyli zarówno w republikańskich i demokratycznych administracjach, np. Republikanie Jon Huntsman, Ben Bernanke i Mark McClellan, czy Ron Haskins i Martin Indyk.
W radzie nadzorczej Brookings zasiada kilku prominentnych członków Partii Demokratycznej, takich jak Laura Tyson, była przewodnicząca Rady Doradców Ekonomicznych za administracji Billa Clintona, ale również szereg centrowych Republikanów, takich jak Kenneth Duberstein, były szef sztabu Ronalda Reagana. Oprócz działaczy politycznych, w skład rady wchodzi też wielu przedstawicieli biznesu i przemysłu, tacy jak Philip H. Knight, prezes Nike, Dominic Barton, menedżer McKinsey & Company, Suzanne Nora Johnson, była wiceprezeska Goldman Sachs, czy Aditya Mittal, menedżer ArcelorMittal na Europę.

## Historia

### 1916–1979

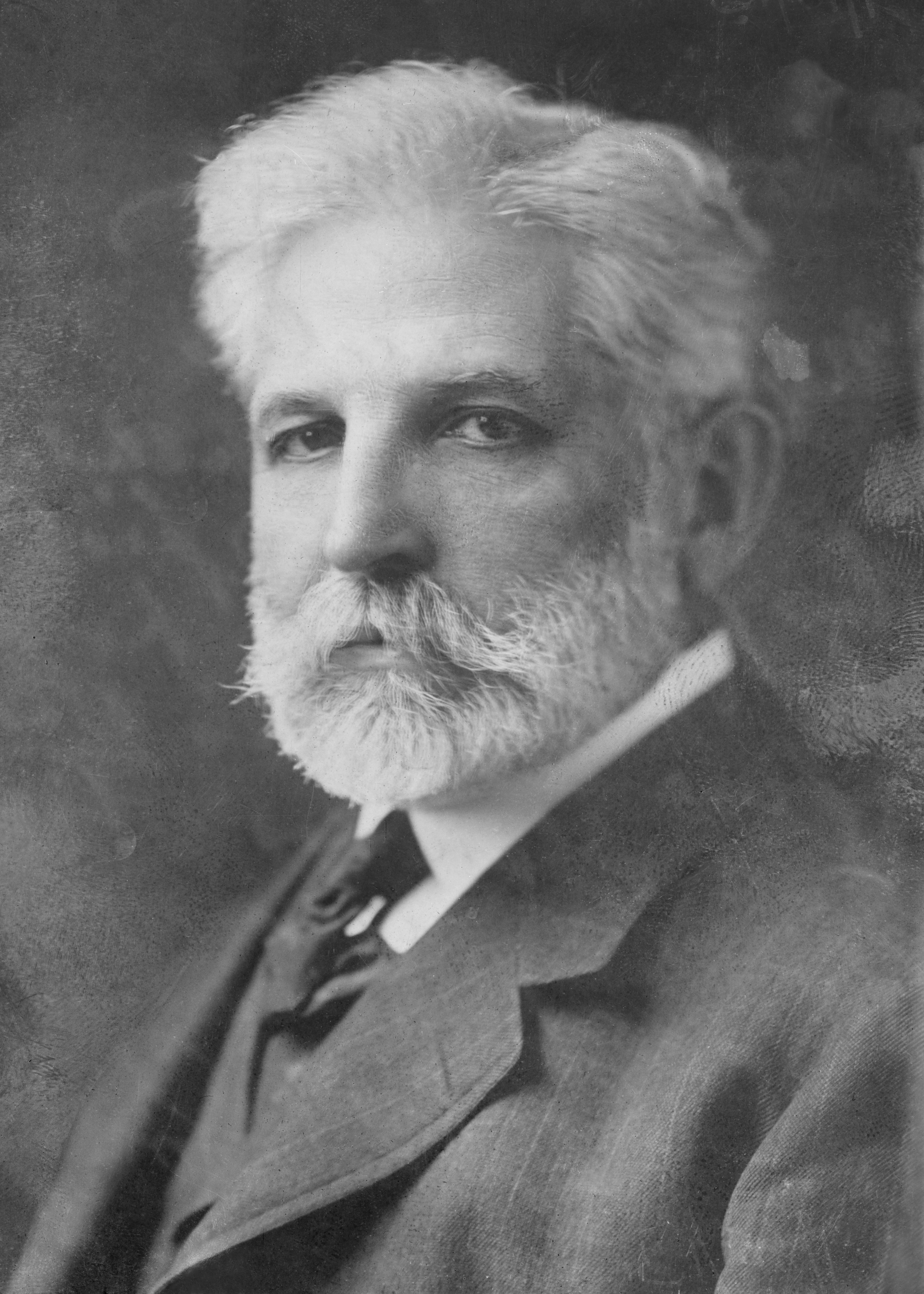
Założyciel, Robert S. Brookings

Brookings został założony w 1916 roku jako Instytut Badań Rządowych (ang. Institute for Government Research – IGR), z misją, aby stać się „pierwszą prywatną organizacją poświęconą analizie problemów polityki publicznej na poziomie krajowym”.
Założyciel Instytutu, filantrop Robert S. Brookings (1850–1932), sfinansował pierwotnie utworzenie trzech organizacji: IGR, Instytutu Ekonomii, i Zakładu Studiów Podyplomowych im. Roberta Brookingsa przy Washington University in St. Louis. W 1927 r. organizacje zostały połączone, tworząc razem Brookings Institution.
Podczas Wielkiego Kryzysu, ekonomiści Brookings prowadzili na zlecenie prezydenta Franklina D. Roosevelta zakrojone na szeroką skalę badania przyczyn i mechanizmów recesji. Pierwszy prezes Instytutu, Harold Moulton, wraz z innymi naukowcami z Brookings, wiódł w późniejszym czasie ruch sprzeciwu przeciw polityce Nowego Ładu Roosevelta, ponieważ uważał, że szkodzi ona ożywieniu gospodarczemu. Wraz z przystąpieniem Stanów Zjednoczonych do Drugiej Wojny Światowej w 1941 roku, przedstawiciele Brookings brali udział we wspieraniu kolejnych administracji w badaniach i organizacji mobilizacji wojennej.
W 1948 roku, Brookings został poproszony przez amerykańskie władze o przygotowanie propozycji realizacji Programu Odbudowy Europy. Przedstawiony projekt stanowił podstawę ekonomicznej organizacji Planu Marshalla.
W 1952 roku, rolę prezesa Instytutu przejął Robert Calkins. Uzyskał dla organizacji granty w Fundacji Rockefellera i Fundacji Forda, które zapewniły jej długotrwałą stabilność finansową. Zreorganizował Brookings, dzieląc go na programy badawcze w obszarach Badań Ekonomicznych, Badań Administracyjnych i Badań Polityki Zagranicznej. W 1957 roku Instytut przeniósł się z Jackson Avenue do nowego centrum badawczego przy Dupont Circle w Waszyngtonie – w sąsiedztwie nazywanym „Think Tank Row”, ponieważ placówki mają tam również m.in. think tanki Carnegie Endownment, Peterson Institute, American Enterprise Institute, czy Aspen Institute.
Kermit Gordon objął kierownictwo nad Brookings w 1967 roku. Zainicjował w 1969 r. programy badawcze dotyczących budżetu federalnego pod nazwą „Określanie Krajowych Priorytetów”. Rozszerzył też programy Badań Polityki Zagranicznej na obszary bezpieczeństwa narodowego i obronności. Po wyborze Richarda Nixona na prezydenta w 1968 roku relacje między Brookings i Biały Domem pogorszyły się; doradca Nixona, Charles Colson zażartował w tym okresie, że należałoby podłożyć pod Instytut bombę. Mimo to w latach 70. Brookings proponowano nadal więcej zadań ze strony władz federalnych, niż był w stanie przyjąć.

### 1980–2015

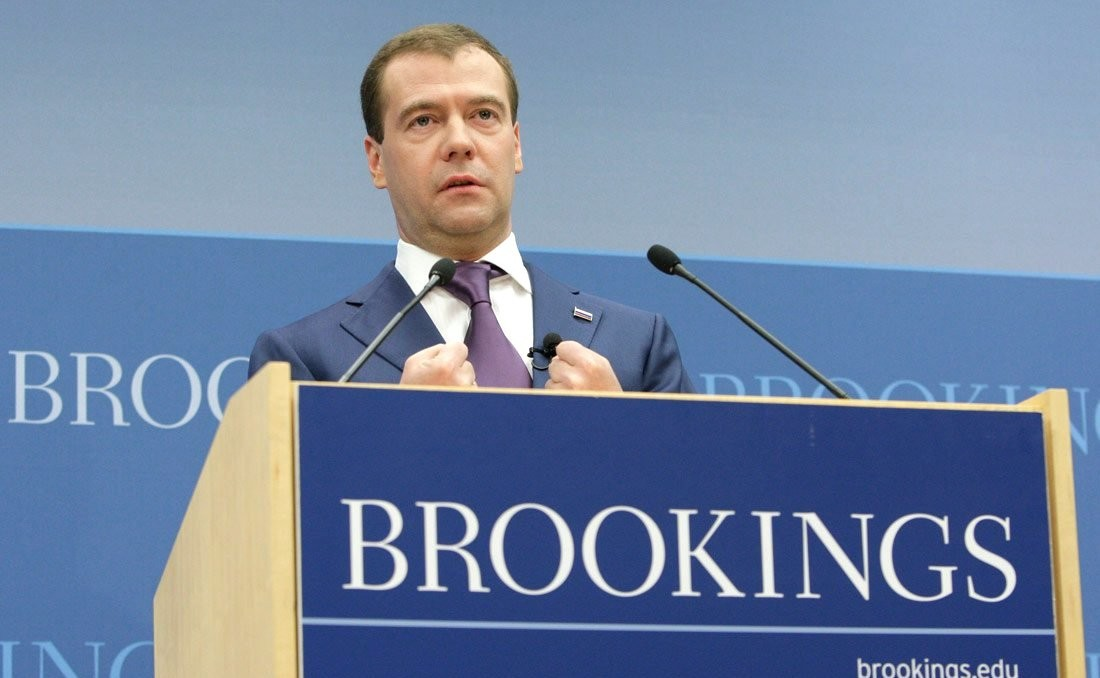
Prezydent Federacji Rosyjskiej Dmitrij Miedwiediew na spotkaniu w Brookings 14 kwietnia 2010 roku, podczas wizyty w USA w czasie Szczytu ONZ ws. Bezpieczeństwa Jądrowego

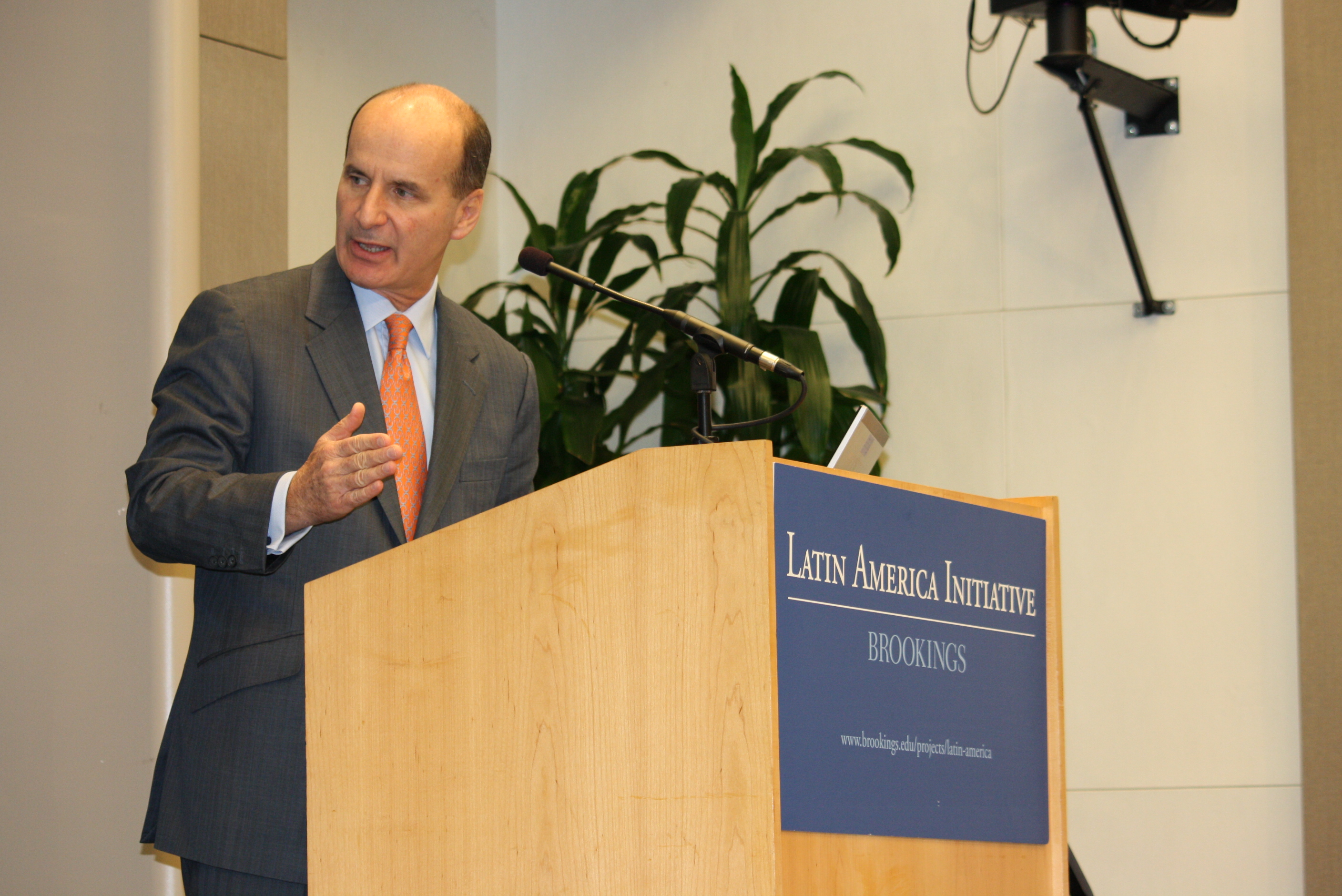
José María Figueres, były prezydent Kostaryki, na wykładzie w Brookings Institution

W latach 80. Instytut funkcjonował w warunkach narastającej polaryzacji ideologicznej i intensywności debat intelektualnych i politycznych. Ważnym obszarem badawczym stało się zagadnienie rosnącego deficytu budżetu rządu federalnego USA, oraz niewydolności administracyjnej i bezpieczeństwa narodowego. Bruce MacLaury, czwarty prezes Brookings, otworzył w tym czasie Centrum Edukacji Polityki Publicznej, które organizuje warsztaty, konferencje i publiczne programy edukacyjne.
W 1995 roku piątym prezesem Brookings został Michael Armacost, który przewodził przekształceniom organizacji u progu XXI wieku. Pod kierunkiem Armacosta uruchomiono w Brookings nowe interdyscyplinarne centra badawcze, takie jak Centrum Polityki Miejskiej, oraz Centrum Badań Azji Północno-Wschodniej.
W 2002 roku szóstym prezesem Brookings został Strobe Talbott. W niedługim czasie, Instytut otworzył nowe programy: Centrum Polityki Bliskowschodniej Saban i Centrum Badań Chin Johna L. Thorntona. W październiku 2006 roku Brookings ogłosił utworzenie Centrum Brookings-Tsinghua w Pekinie. W lipcu 2007 roku Instytut poinformował o utworzeniu Centrum Engelberga ds. Reformy Służby Zdrowia, kierowanego przez Marka McClellana, oraz Centrum Brookings-Doha w Katarze w październiku 2007 r., pod kierunkiem Hady Amr.

## Oddziaływanie polityczne
Brookings miał wkład w utworzenie Organizacji Narodów Zjednoczonych, planu Marshalla, oraz Kongresowego Biura Budżetowego, oraz przyczynił się do promocji polityki deregulacji, szerokich reform podatkowych, reformy ubezpieczeń społecznych i pomocy zagranicznej. Zajmuje pierwsze miejsca w dorocznym rankingu think tanków w USA publikowanych przez „Foreign Policy”, i pierwsze miejsce w światowym rankingu think tanków „Global Go To Think Tank Index”; w analizie z 2006 r., spośród 200 najbardziej znanych think tanków w Ameryce, Brookings był najczęściej cytowanym przez media ośrodkiem. W badaniu opinii pracowników Kongresu i dziennikarzy, Instytut uznano za drugi pod względem wpływu, i pierwszy pod względem wiarygodności z 27 głównych think tanków. Badacze sformułowali przekonanie, że „Brookings i jego pracownicy nie są w swojej pracy zaabsorbowani ideologicznym kierunkiem kraju”, lecz reprezentują raczej „kadrę wypełnioną osobami o poważnych kompetencjach akademickich”. Razem z Council on Foreign Relations i Carnegie Endowment for International Peace, Brookings jest generalnie uważany za jedną z najbardziej wpływowych instytucji politycznych w USA.

## Sponsorzy
Według stanu na rok 2015, Brookings dysponuje majątkiem w wysokości 482 mln $. Wśród jego największych darczyńców znajduje się Bill i Melinda Gates Foundation, William and Flora Hewlett Foundation, Hutchins Family Foundation, JPMorgan Chase, Lego Foundation, państwo Katar, i John L. Thornton. W 2014 roku otrzymał również $250,000 od Centralnego Dowództwa Sił Zbrojnych USA.